# Tabanus leclercqi
Tabanus leclercqi är en tvåvingeart som beskrevs av Abbassian-lintzen 1961. Tabanus leclercqi ingår i släktet Tabanus och familjen bromsar.
Artens utbredningsområde är Iran. Inga underarter finns listade i Catalogue of Life.